# Mifunes sidste sang
Mifunes sidste sang (Mifune's Last Song) is een Deense speelfilm uit 1999, geschreven en geregisseerd door Søren Kragh-Jacobsen. Deze tragikomedie is de derde Dogma 95-film.
Terwijl Kragh-Jacobsen met de productie was begonnen, overleed Toshiro Mifune. Als hommage aan deze Japanse acteur besloot Jacobsen de film Mifunes sidste sang te noemen.
De acteurs zijn Anders W. Berthelsen (Kresten); Iben Hjejle (Liva); Jesper Asholt (Rud); Sofie Gråbøl (Claire); Paprika Steen (Pernille) en anderen.

## Inhoud
Kresten heeft het helemaal gemaakt in Kopenhagen waar hij zojuist met de dochter van zijn baas is getrouwd, als hij vanuit Lolland wordt gebeld. Zijn vader blijkt overleden. Kresten moet nu opbiechten dat hij nog familie heeft, terwijl hij steeds heeft beweerd dat hij wees is. Hij reist af naar de ouderlijke boerderij waar zijn oudere broer Rud alleen is achtergebleven. Deze is verstandelijk gehandicapt, gelooft in ufo's, en wordt alleen rustig als Kresten een imitatie ten beste geeft van de Japanse samoerai-acteur Toshiro Mifune. Omdat Kresten niet wil dat Rud in een tehuis terechtkomt, zet hij een advertentie voor een huishoudster. Die komt, en verzwijgt op haar beurt haar prostitutieverleden. Krestens vrouw maakt een eind aan hun relatie en het leven op de boerderij ontaardt in een gezellige puinhoop, nog verergerd wanneer het moeilijk opvoedbare broertje van de huishoudster tegen zijn zin op de boerderij komt wonen.

## Rolverdeling
| Acteur               | Personage |
| -------------------- | --------- |
| Iben Hjejle          | Liva      |
| Anders W. Berthelsen | Kresten   |
| Jesper Asholt        |           |
| Emil Tarding         |           |
| Anders Hove          |           |
| Sofie Gråbøl         |           |
| Paprika Steen        |           |
| Susanne Storm        |           |
| Ellen Hillingsø      |           |
| Sidse Babett Knudsen |           |
| Søren Fauli          |           |
| Søren Malling        |           |
| Kjeld Nørgaard       |           |
| Kirsten Vaupel       |           |
| Torben Jensen        |           |
| Klaus Bondam         |           |
| Sofie Stougaard      |           |